# Medienpreis für Qualitätsjournalismus
Der Medienpreis für Qualitätsjournalismus wurde erstmals im Jahr 2002 verliehen (ursprünglich als Medienpreis für Finanzjournalisten). Seither zeichnet er jedes Jahr herausragende journalistische Leistungen aus.  Gegründet wurde der Medienpreis von der Private Medien GmbH in der Schweiz. Stifter ist  Norbert Bernhard, der Inhaber der Private Medien GmbH. Der Medienpreis für Qualitätsjournalismus ist unabhängig. Er wird weder von Verlagshäusern oder anderen Medienunternehmen noch von der Privatwirtschaft finanziell oder anderweitig unterstützt. Der Medienpreis für Qualitätsjournalismus deckt das gesamte Spektrum an Medien (Print, TV, Radio, Online) in zahlreichen Kategorien ab. Dazu kommen Sonderpreise, etwa für Jungjournalistinnen und Jungjournalisten.

## Regularien
Bewerbungen können aus folgenden Medien eingereicht werden:
- Print
- TV
- Radio
- Online

## Kategorien
Bewerbungen können in folgenden Kategorien eingereicht werden:
- Gesellschaft, Politik und Kultur
- Wirtschaft, Finanz und Konsum
- Gesundheit, Sport und Umwelt
- Jungjournalistinnen und Jungjournalisten (bis 30 Jahre)
- Sonderpreise (andere Kategorien, innovative Formate und Initiativen)

## Preisgelder
Die Gesamtpreissumme beträgt max. 50'000 Franken. Jeder Hauptpreis ist mit 5'000 Franken dotiert. Die Jury kann zusätzlich Ehrenpreise in der Höhe von je 1'000 Franken verleihen. Pro Kategorie wird in der Regel medienübergreifend (Print, TV, Radio, Online) 1 Hauptpreis verliehen.

## Teilnahmebedingungen
Bewerbungen müssen in einem allgemein zugänglichen Medium publiziert bzw. ausgestrahlt worden sein. Die Medien müssen über eine eigene Redaktion verfügen, welche die organisationsinterne (redaktionelle) Qualitätssicherung sicherstellt. Beiträge, die in Kundenmagazinen, Hauszeitungen, PR-Publikationen oder PR-Sendungen oder in selbst verlegten Broschüren erschienen sind, sind von der Teilnahme ausgeschlossen. Online-Medien sind zugelassen, falls sie über eine eigene Redaktion verfügen. Podcasts, Social-Media-Beiträge u. ä. können eingereicht werden, sofern (wie bei den anderen Medien) eine interne redaktionelle Qualitätskontrolle sichergestellt ist.

## Jury
Mehrheitlich ausgewählte Medienkonsumentinnen und Medienkonsumenten sowie Medienprofis.

## Preisträgerinnen und Preisträger 2024
(Quellen: )

### Kategorie Politik und Gesellschaft
- 1. Preis: Flurin Clalüna, Barbara Klingbacher, Fabian Schäfer, Reto U. Schneider, Aline Wanner; NZZ Folio: «Vom Volk ins Bundeshaus»[7]
- Ehrenpreis: Karin Bauer; SRF TV: «Unser täglich Fleisch»[6]

### Kategorie Wissenschaft und Umwelt
- 1: Preis: Katrin Kampling und Caroline Walter; NDR: «Tierversuche an Hunden. Leiden im Labor»
- Ehrenpreis: Christof Gertsch; Das Magazin: «Er tut es nicht»

### Kategorie Wirtschaft und Finanz
- 1. Preis: Pascal Michel; CH Media: «Ein Heftchen für alle»
- Ehrenpreis: Thomas Baumgartner, Raphaël Günther, Oliver Kerrison, Nicolas Malzacher, Céline Raval; SRF Radio: «Das Ende der Credit Suisse»

### Kategorie Ratgeber und Konsum
- 1. Preis: Raphael Brunner; Beobachter: «Und dann habe ich Tubel nochmals eingezahlt»

### Kategorie Sport und Kultur
- 1. Preis: Daniela Gassmann; Süddeutsche Zeitung Magazin: «Das neue Testament»
- Ehrenpreis: Leo Klimm; Der Spiegel: «Disneylandisierung einer Kriegskatastrophe?»

### Kategorie Jungjournalistinnen und Jungjournalisten
- 1. Preis: Florentin Erb und Jasmine Jacot-Descombes; NZZ Video: «Ist Selenski Milliardär?»[7]
- Ehrenpreis: Leonie Wagner; NZZ: «Wenn das Leben auf acht Quadratmeter schrumpft»[7]

### Sonderpreis des Schweizerischen Arbeitgeberverbands
- 1. Preis: Andreas Valda und Julie Body; Handelszeitung: Rückkehr fördern und integrieren: Geht nicht

### Undotierter Sonderpreis
- Karoline Arn, Simone Hulliger, David Karasek, Ivana Pribakovic, Géraldine Jäggi; Radio SRF: Das Tagesgespräch[6]